# Martha Marek
Martha Lowenstein Marek (... – Vienna, 6 dicembre 1938) è stata una criminale austriaca.
Martha Marek venne arrestata e processata a Vienna nel 1938 per aver avvelenato con il tallio il marito, un vecchio parente, una delle sue pensionanti e la sua bambina di nove mesi. Nel frattempo avveniva l'Anschluss e Adolf Hitler reintrodusse la pena capitale anche in Austria. Così Martha Marek, per i suoi crimini, venne condannata a morte, e venne giustiziata con la ghigliottina la mattina del 6 dicembre anno stesso. Il boia fu il bavarese Johann Reichhart.